# La clinica tra i monti
La clinica tra i monti (Die Alpenklinik) è una serie televisiva  tedesca prodotta Lisa Film e ARD-Degeto Film e trasmessa dal 2006 al 2013 dall'emittente ARD 1 (Das Erste). Protagonista della serie è l'attore Erol Sander; altri interpreti principali sono Anica Dobra, Saskia Valencia, Claudine Wilde, Julia Thurnau, Sigmar Solbach, Brigitte Kren, Benjamin Felix Mayer, Lukas Schust e Beate Maes.
La serie si compone di 6 episodi in formato di film TV. L'episodio pilota venne trasmesso in prima visione Germania il 1º maggio 2006; l'ultimo, intitolato Notfall für Dr. Guth, venne trasmesso in prima visione il 1 marzo 2013.
In Italia la serie è stata trasmessa in prima visione da Canale 5 dal 2008.

## Trama
Dopo aver accidentalmente causato la morte del fratello, il Dottor Daniel Guth, un chirurgo di Berlino, decide di lasciare la professione e di ritirarsi nelle Alpi del Salisburghese, dove vive un suo vecchio amico, il Professor Alexander Ohlendorf.
Sulle montagne, il medico conosce la Dott.ssa Miriam Berghoff, che ha in progetto di trasformare la clinica privata gestita dal defunto padre in un ospedale pubblico: Daniel si convince a collaborare al nuovo progetto.

## Personaggi e interpreti
- Dottor Daniel Guth, interpretato da Erol Sander[2][3][4]
- Miriam Berghoff, interpretata da Anica Dobra (ep. 1-4) e Saskia Valencia[2]
- Dott.ssa Alana Hellmann, interpretata da Claudine Wilde (ep. 1) e Julia Thurnau (ep. 2)[2][3][4]

## Episodi
| Nr | Titolo originale       | Titolo italiano        | Prima TV Germania | Prima TV Italia   |
| -- | ---------------------- | ---------------------- | ----------------- | ----------------- |
| 1  | Die Alpenklinik        |                        | 1º maggio 2006    | 2008              |
| 2  | Eine Frage des Herzens | I sentimenti del cuore | 1º maggio 2007    |                   |
| 3  | Aus heiterem Himmel    |                        | 4 aprile 2008     |                   |
| 4  | Riskante Entscheidung  | Una scelta pericolosa  | 1 maggio 2009     | 1º settembre 2010 |
| 5  | Liebe heilt Wunden     | Ritorno alla vita      | 19 marzo 2010     | 27 giugno 2011    |
| 6  | Notfall für Dr. Guth   |                        | 1º marzo 2013     |                   |